# ペター
ペター（シンハラ語: පිට කොටුව、タミル語: புறக் கோட்டை、英語: Pettah）は、スリランカの都市コロンボの一地域。市の中心フォート地区の東に位置する。ペターは特にバザールとマーケットの町として有名である。スリランカで最も活発な商業地区であり、多数の店舗やビルディング、それに多くの商業組織の中心地となっている。

## 人口動態
ペターは複数の宗教と民族が入り混じった地域である。ムーア人とメモン人はこの地区では優勢な民族集団である。しかし、シンハラ人やタミル人もまた多く居住している。その他にも、バーガー人やマレー人といった様々なマイノリティも居住している。宗教についても、仏教、ヒンドゥー教、イスラム教、キリスト教やその他様々なものが混在している。

## 建築物とランドマーク
この地区の有名なランドマークとしては、ジャミ・ウル・アルファー・モスクと、インドのムンバイのカーン家により建てられたカーン時計台が知られている。

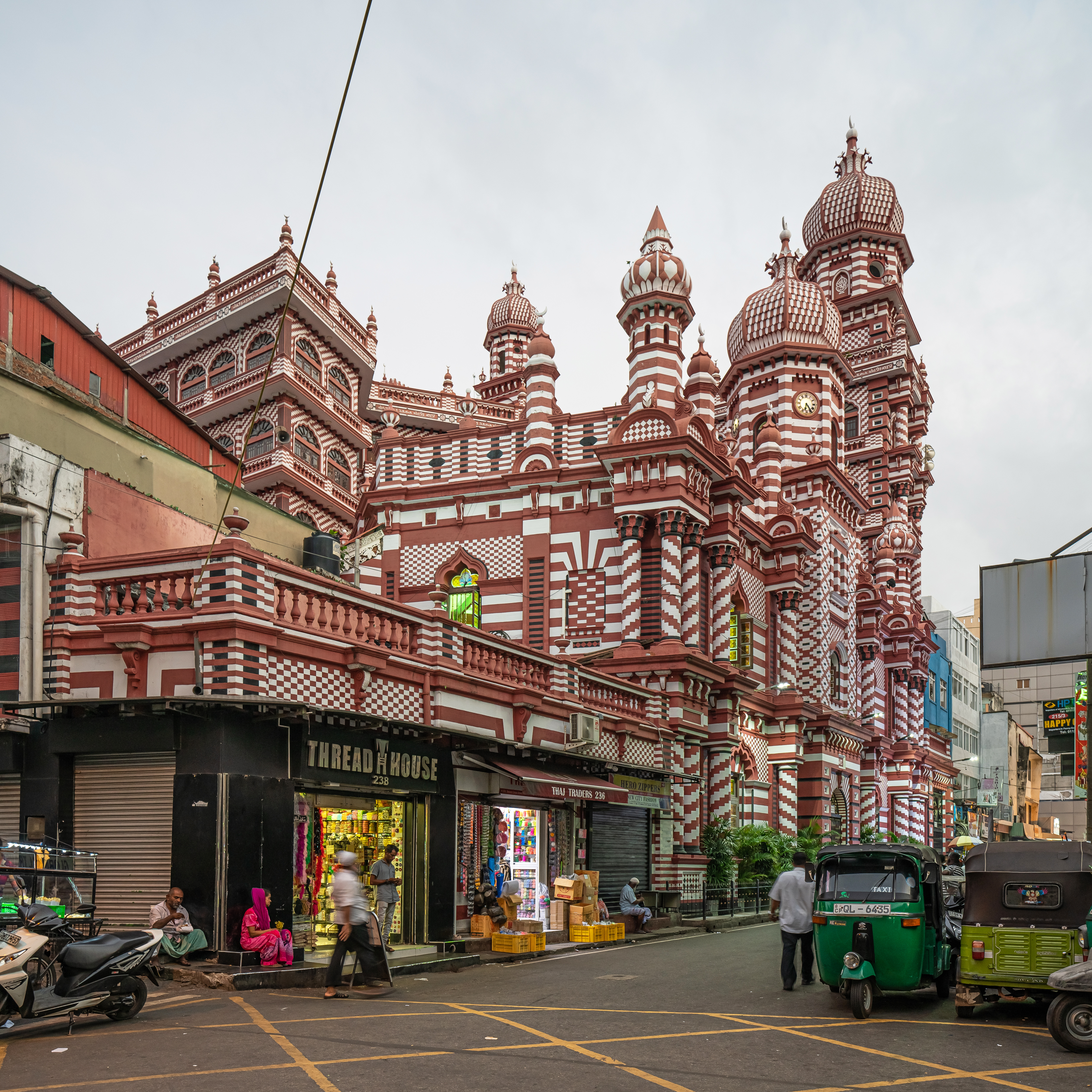
ジャミ・ウル・アルファー・モスクはコロンボでも最も古いモスクの一つであり、この地区で最も訪問者が多いモスクでもある。